# Alan Knill
Alan Richard Knill (født 8. oktober 1964 i Slough, England) er en walisisk tidligere professionel fodboldspiller og nuværende assistenttræner i Sheffield United.

## Spillerkarriere
Som spiller spillede han som forsvarsspiller for Halifax Town (1984–87), Swansea City (1987–89), Bury (1989–93), Cardiff City (1993, på en lejeaftale), Scunthorpe United (1993–97) og Rotherham United. Han opnåede en enkelt kamp for det walisiske landshold, hvor han i 1988 spillede mod Holland i en VM-kvalifikationskamp.

## Trænerkarriere
Knill tiltrådte som manager for Rotherham United i februar 2006. Da klubben lå nr. sidst i League One uden en sejr i 14 kampe, blev han fyret den 1. marts 2007.
Den 17. marts 2007 tiltrådte en stilling i Chesterfield F.C., hvor han skulle bistå den netop tiltrådte interim-manager Lee Richardson i forsøget på at undgå nedrykning fra League One. Klubben rykkede alligevel ned.
Den 4. februar 2008 tiltrådte han som manager for League Two-klubben Bury. I sin første sæson førte han klubben til en fjerdeplads i ligaen, kun ét mål i målforskel fra en tredjeplads, der ville have givet automatisk oprykning. Klubben blev slået på straffespark i play-off om oprykning mod Shrewsbury Town.
Under den igangværende sæson 2010/2011 forlod Knill Bury F.C. i marts 2011, da klubben lå kun ét point fra play-off pladserne. Knill tog til Scunthorpe United. Knill blev fyret som manager for Scunthorpe den 29. oktober 2012.
Den 20. februar 2013 blev Knill interim-manager for Torquay United, hvis træner var blevet syg. Knills mål var at undgå nedrykning, hvilket lykkedes den sidste kamp, da klubben opnåede en ufgjort mod Bristol Rovers. Den 7. maj 2013 blev han ansat permanent som manager i Torquay, men den 2. januar 2014 blev han fyret, da klubben alene havde vundet fem kampe i 2013–14 sæsonen og lå på plads nr. 23 i League Two.
Den 27. january 2014 blev Knill assistenttræner i Northampton Town, hvor han bistod manager Chris Wilder, der havde været assistenttræner for Knill i Byry F.C. Knill tog med Wilder til Sheffield United i maj 2016.

## Statistik som manager
Opdateret 2. januar 2014.
| Klub                       | Land    | Fra              | Til             | Kampe | Kampe | Kampe | Kampe | Kampe |
| Klub                       | Land    | Fra              | Til             | S     | V     | U     | T     | Win % |
| -------------------------- | ------- | ---------------- | --------------- | ----- | ----- | ----- | ----- | ----- |
| Rotherham United (interim) | England | 31 Januar 2005   | 7 April 2005    | 11    | 2     | 2     | 7     | 18,18 |
| Rotherham United           | England | 10 December 2005 | 1 Marts 2007    | 64    | 18    | 17    | 29    | 28,13 |
| Bury                       | England | 4 Februar 2008   | 31 Marts 2011   | 165   | 71    | 44    | 50    | 43,03 |
| Scunthorpe United          | England | 31 Marts 2011    | 29 Oktober 2012 | 78    | 16    | 30    | 32    | 20,51 |
| Torquay United             | England | 20 februar 2013  | 2 januar 2014   | 41    | 9     | 12    | 20    | 21,95 |
| Total                      | Total   | Total            | Total           | 359   | 116   | 105   | 138   | 32,31 |